# 杰缅卡农村居民点
杰缅卡农村居民点（俄语：Деменское сельское поселение）是俄罗斯联邦布良斯克州新济布科夫区所属的一个农村居民点。其下辖有3个居民点，行政中心为杰缅卡。据2015年统计，该农村居民点的人口为807人。